# Fehring
Fehring osztrák város Stájerország Délkelet-stájerországi járásában. 2017 januárjában 7332 lakosa volt. Magyar szövegek időnként Vasgyűrűbükszád néven említik, ami egy félrefordítás eredménye.

## Elhelyezkedése

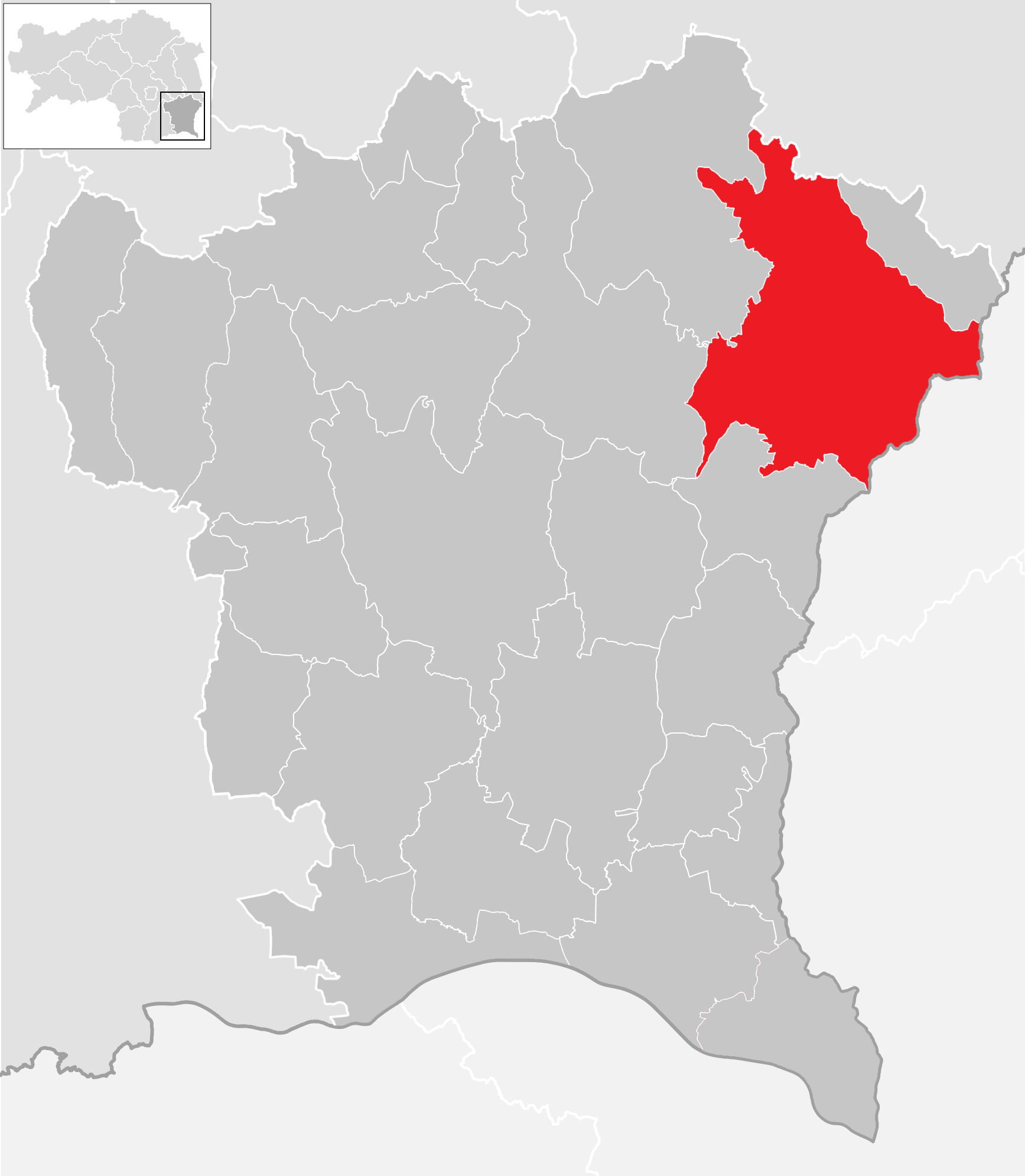
Fehring a Délkelet-stájerországi járásban

Fehring Kelet-Stájerországban fekszik a Rába mentén, a részben vulkanikus eredetű Keletstájer-dombságon. Legmagasabb pontjai a Hoheberg (440 m) és a Döllingkogel (420 m). Maga a város egy, néhány méterrel a folyó szintje fölé emelkedő síkon helyezkedik el. Az önkormányzat területének mintegy felét erdő borítja (főleg a dombokon). Az önkormányzat 17 települést egyesít (Brunn és Unterhatzendorf kivételével valamennyit a saját katasztrális községében): Brunn (557 lakos), Burgfeld (122), Fehring (1663), Habegg (176), Hatzendorf (789), Höflach (377), Hohenbrugg an der Raab (526), Johnsdorf (242), Oedgraben (133), Pertlstein (806), Petersdorf I (203), Petzelsdorf bei Fehring (334), Schiefer (294), Stang bei Hatzendorf (332), Tiefenbach (208), Unterhatzendorf (122), Weinberg an der Raab (445).
A környező önkormányzatok: délre Kapfenstein, délnyugatra Feldbach, északnyugatra Riegersburg, északra Söchau, északkeletre Unterlamm, keletre Gyanafalva és Rábaszentmárton, délkeletre Malomgödör (utóbbi három Burgenlandban).

## Története

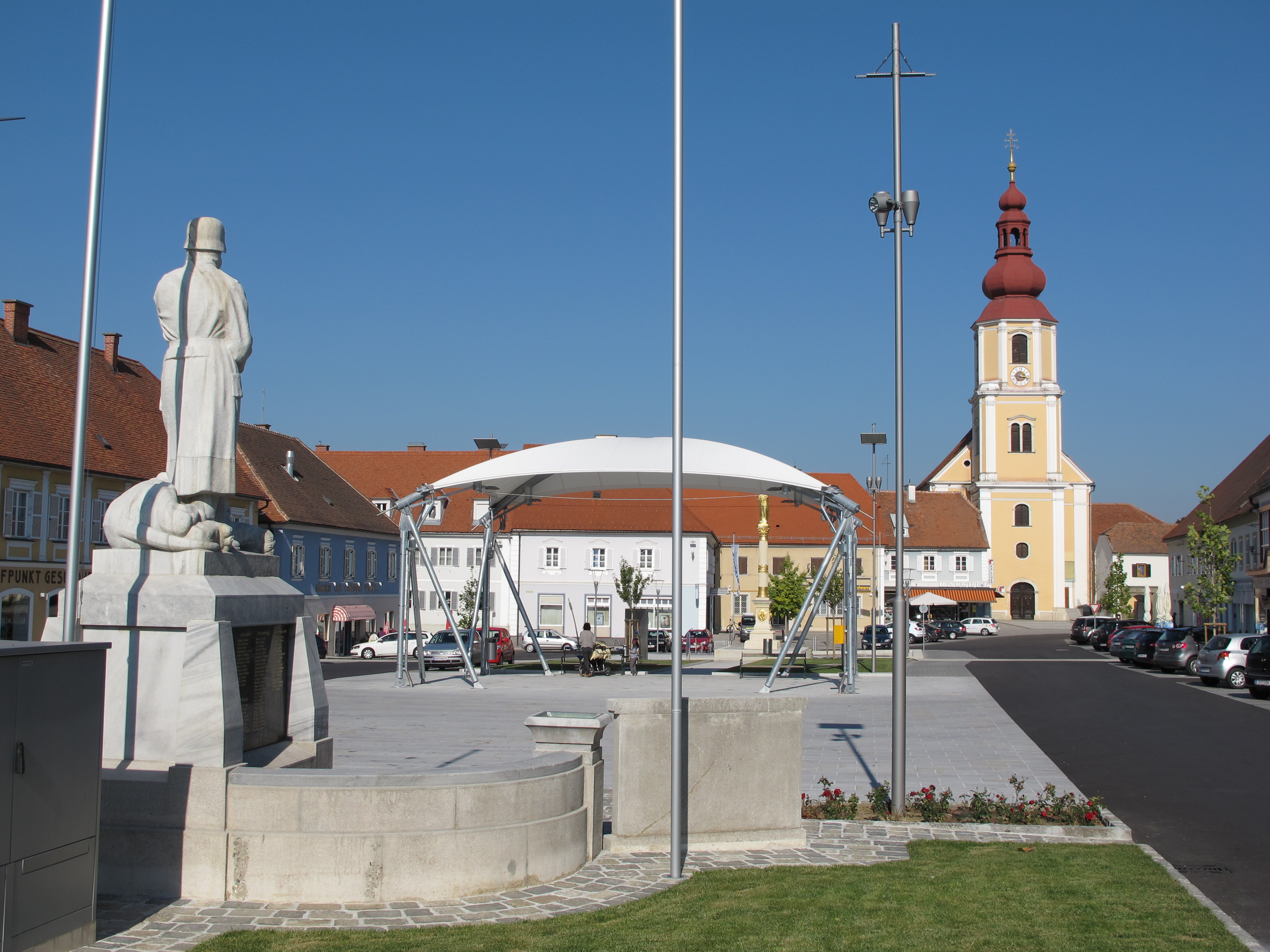
Fehring főtere a Szt. József-templommal és a Mária-oszloppal

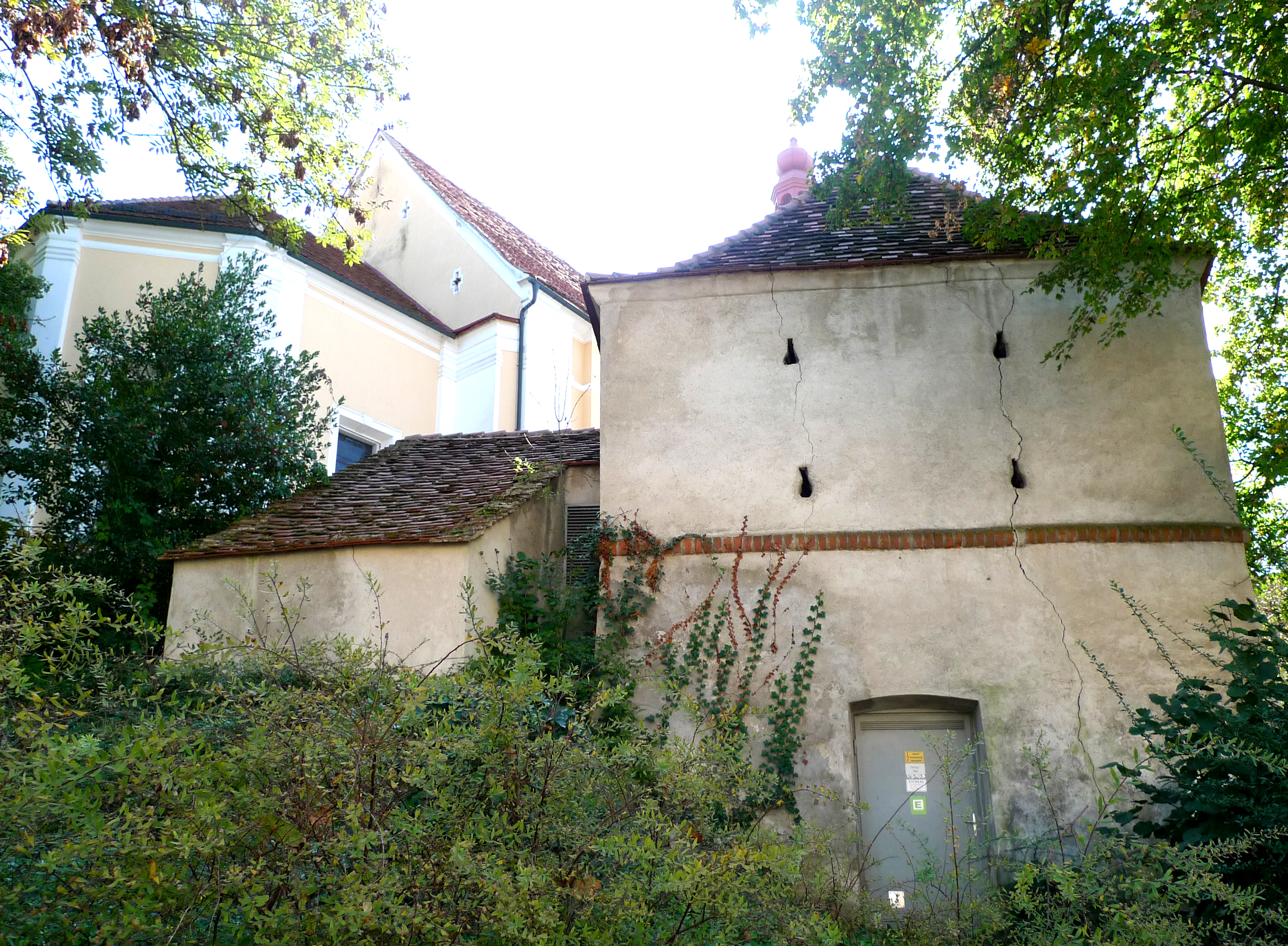
A Tabor erődjének egyik tornya

Fehring első említése II. Ottokár 1265-ös urbáriumában történt; ekkor mintegy 40 ház tartozott a településhez. Petzelsdorfot valamivel korábban, 1220-ban említi a Babenbergek urbáriuma. A hercegi alapítású település a 13. századtól kezdve a fürstenfeldi uradalomhoz tartozott. 1305-ben a riegersburgi plébánia leányegyházaként hivatkoznak rá. IV. Rudolf főherceg 1362-ben mezővárosi jogokat adományozott neki. Az osztrák-magyar határon elhelyezkedő település sokat szenvedett a háborúktól; 1605-ben a Bocskai-felkelés hajdúi, majd a Rákóczi-szabadságharc során a kurucok dúlták fel a várost és környékét. 1571-ben, 1605-ben, 1621-ben és 1735-ben tűzvészek pusztították el Fehring házait. 1806-ban a napóleoni háborúk során a franciák szállták meg a várost. 
A második világháborúban bánáti menekülteket fogadtak be. 1945. április 1-én a szovjet hadsereggel vívott harcokban 36 ház semmisült meg. Az 1956-os magyar forradalom után 3600 menekültet láttak el. 
1962-ben Fehring városi státuszt kapott, így Stájerország 26. város lett. 1965-ben a szomszédos Burgfeld, Höflach, Petersdorf I, Petzelsdorf és Schiefer községeket a városhoz csatolták. 
A 2015-ös stájerországi közigazgatási reform során az addig önálló Hatzendorf, Hohenbrugg-Weinberg, Johnsdorf-Brunn és Pertlstein községeket egyesítették Fehringgel.

## Lakosság
A fehringi önkormányzat területén 2017 januárjában 7332 fő élt. A lakosságszám 1869 óta 7-8 ezer között ingadozik. 2015-ben a helybeliek 94,1%-a volt osztrák állampolgár; a külföldiek közül 0,7% a régi (2004 előtti), 2,1% az új EU-tagállamokból érkezett. 0,5% a volt Jugoszlávia (Szlovénia és Horvátország nélkül) vagy Törökország, 2,6% egyéb országok polgára. 2001-ben a lakosok 93,3%-a római katolikusnak, 2,5% evangélikusnak, 1,2 muszlimnak, 2,4% pedig felekezet nélkülinek vallotta magát. Ugyanekkor 13 (0,4%) magyar élt a városban.

## Látnivalók

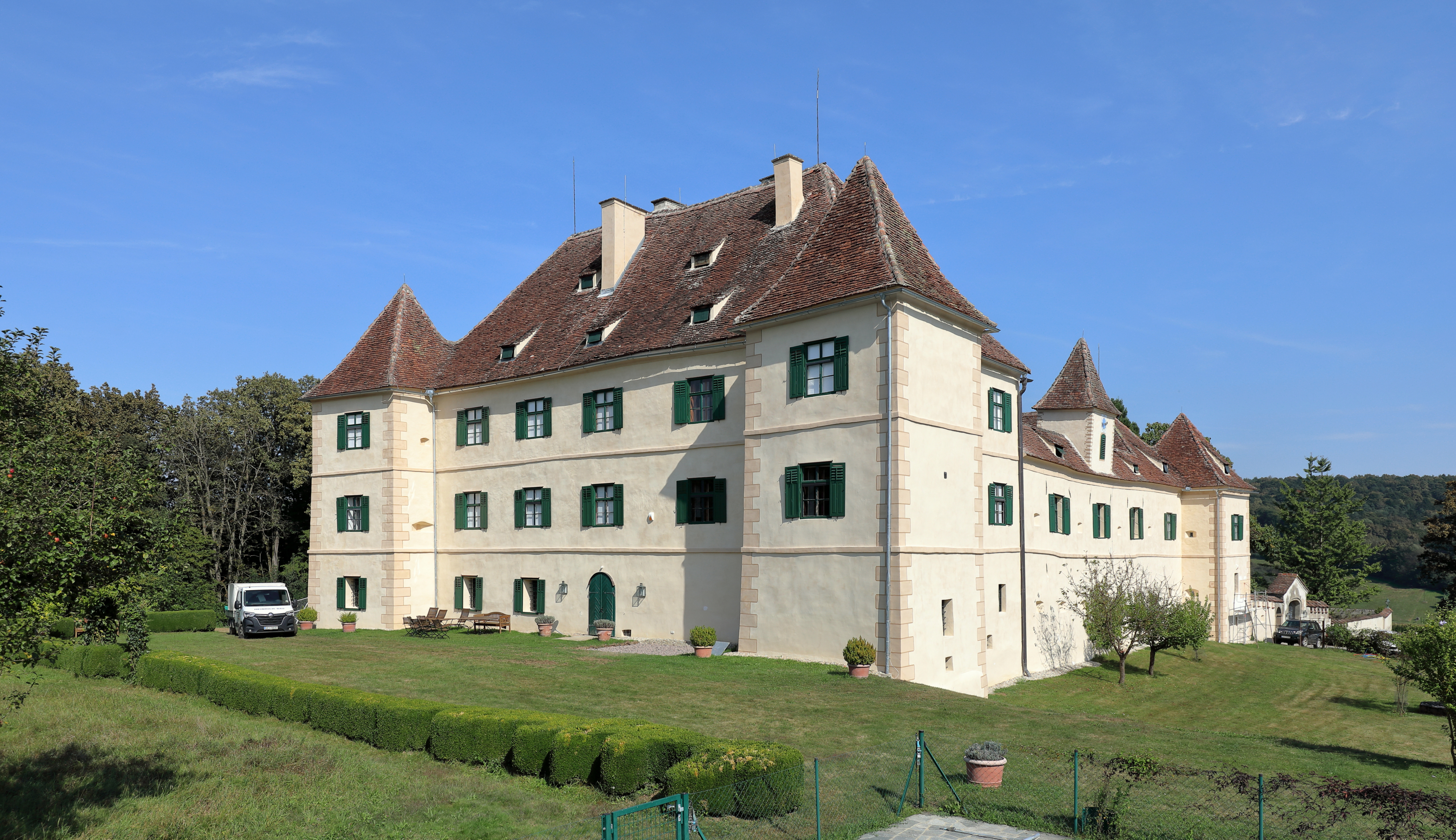
A Hohenbrugg-Weinberg kastély

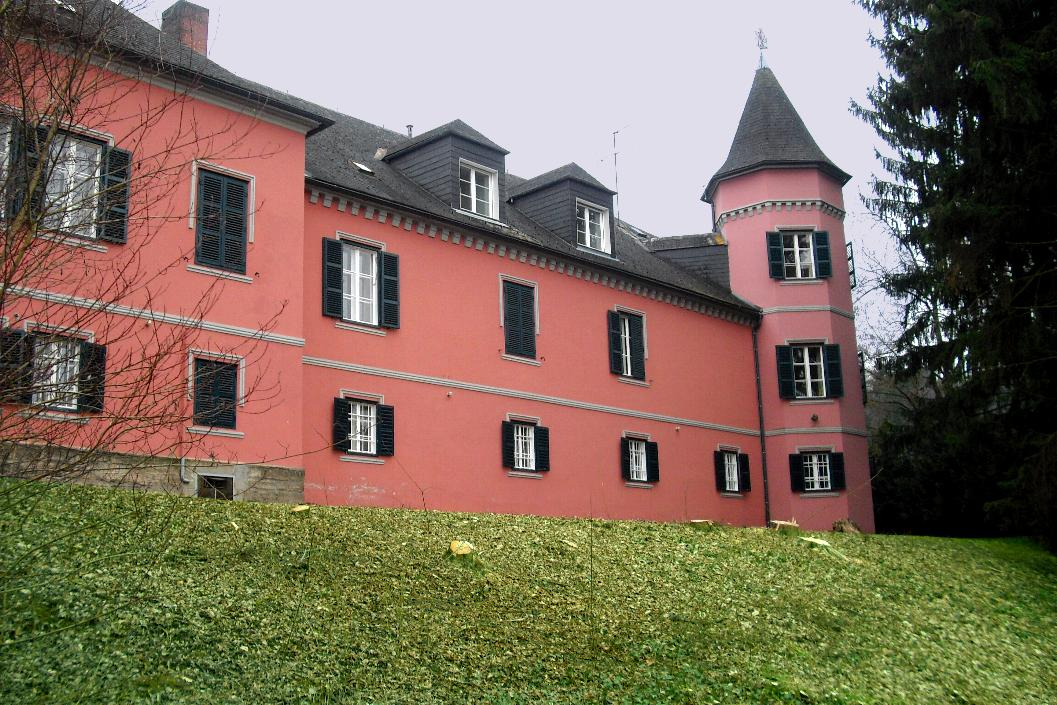
A petzelsdorfi Stein-kastély

- a Sz. József-plébániatemplom egy régi, késő gótikus és egy 1723-ban épített új részből áll
- a Tabor erődítmény a templom körül a középkorban épült és a város lakosságának szolgált menedékül háborús időkben
- a műemlék városháza
- az 1697-ben emelt Mária-oszlop a főtéren
- a hatzendorfi mezőgazdasági szakiskola a műemléki védettségű volt Lemperg-szanatóriumban talált elhelyezésre
- Hatzendorg Péter és Pál-plébániatemploma
- Schiefer Szt. Flórián-kápolnája
- a Hohenbrugg-Weinberg kastély Hohenbruggban
- a Johnsdorf-Brunn kastély Johnsdorfban
- a Bertholdstein-kastély Pertsteinben
- a petzelsdorfi Stein-kastély (ma mezőgazdasági iskola)
- a Rába régi ágát és környékét Schieferben természetvédelmi területté nyilvánították. Megtalálható itt a hód, a vidra, a mogyorós pele, a jégmadár, a sárgahasú unka és a nagy szarvasbogár.
- minden évben augusztusban rendezik meg a fehringi bornapokat

## Testvértelepülések
- Heinersreuth (Németország)
- Patsch (Tirol)

## Fordítás
- Ez a szócikk részben vagy egészben  a   Fehring című német Wikipédia-szócikk ezen változatának fordításán alapul.  Az eredeti cikk szerkesztőit annak laptörténete sorolja fel. Ez a jelzés csupán a megfogalmazás eredetét és a szerzői jogokat jelzi, nem szolgál a cikkben szereplő információk forrásmegjelöléseként.